# Hendrik de Vries
Hendrik de Vries (Groningen, 17 augustus 1896 – Haren, 18 november 1989) was een Nederlands dichter en schilder.

## Leven en werk
De Vries werd geboren als tweede zoon van Frouwktje Opten en de taalkundige en leraar Wobbe de Vries. Hij kende een allesbehalve vrolijke jeugd. De Vries werkte van 1918 tot 1947 op het Gronings Gemeentearchief.

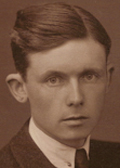
De Vries (ca. 1923)

Als dichter publiceerde De Vries vanaf zijn jeugd. Zijn gedichten werden onder meer in het literaire tijdschrift Het Getij gepubliceerd. Hendrik de Vries was een vroege surrealist. Hij was anti-burgerlijk ingesteld en predikte vitaliteit. Het onderbewuste speelt een cruciale rol in zijn poëzie.
Veel van zijn inspiratie vond De Vries in de Spaanse wereld. Hij was zo in die Spaanse cultuur verdiept geraakt, dat hij heel wat gedichten (met name copla's) in het Spaans heeft geschreven.
Ter gelegenheid van zijn vijftigste verjaardag werd door de gemeente Groningen de Hendrik de Vriesprijs ingesteld, en in 1986 het Hendrik de Vriesstipendium. De Vries was de eerste die de prijs in ontvangst mocht nemen.

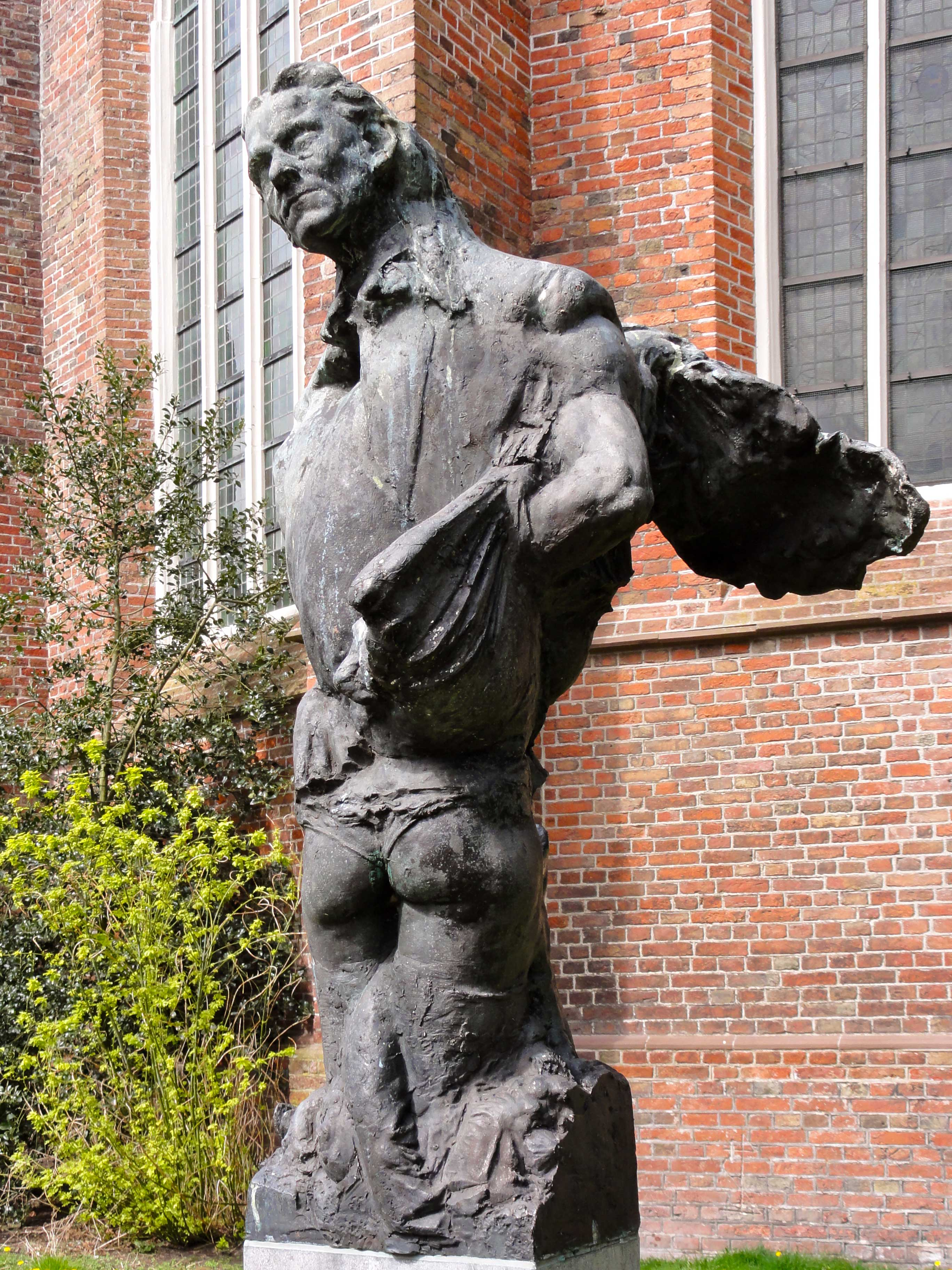
Standbeeld van Hendrik de Vries door Norman Burkett naast de Martinikerk in Groningen

Behalve dichter was De Vries een niet onverdienstelijk schilder.
De Vries' gedicht Een schatrijke tuin werd in 2000 (en in een nieuwe versie in 2006) op een muur in de Aloëlaan in Leiden aangebracht als een van de meer dan honderd muurgedichten in Leiden.
De schrijver/dichter Willem Wilmink promoveerde in 1988 op een proefschrift over de door hem bewonderde Hendrik de Vries.

## Prijzen
- 1946 - Hendrik de Vriesprijs

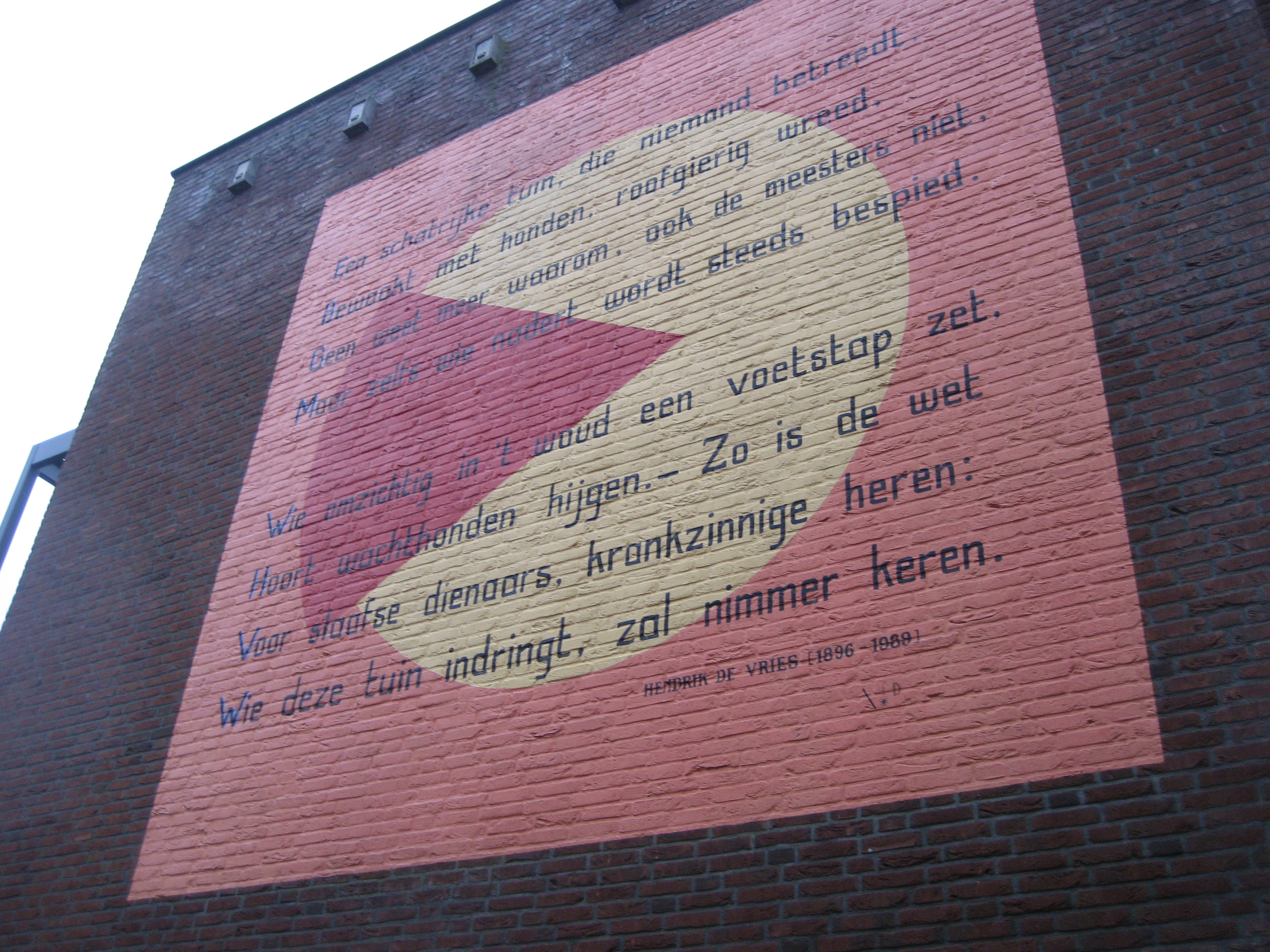
Het gedicht Een schatrijke tuin op een muur in Leiden

- 1948 - Lucy B. en C.W. van der Hoogtprijs voor Toovertuin
- 1951 - Bijzondere prijs van de Jan Campert-stichting voor zijn essayistisch werk over poëzie
- 1956 - Extra prijs van de Jan Campert-stichting
- 1959 - Culturele prijs van de provincie Groningen voor zijn gehele oeuvre
- 1962 - Constantijn Huygens-prijs voor zijn gehele oeuvre
- 1973 - P.C. Hooft-prijs voor zijn gehele oeuvre

## Bibliografie

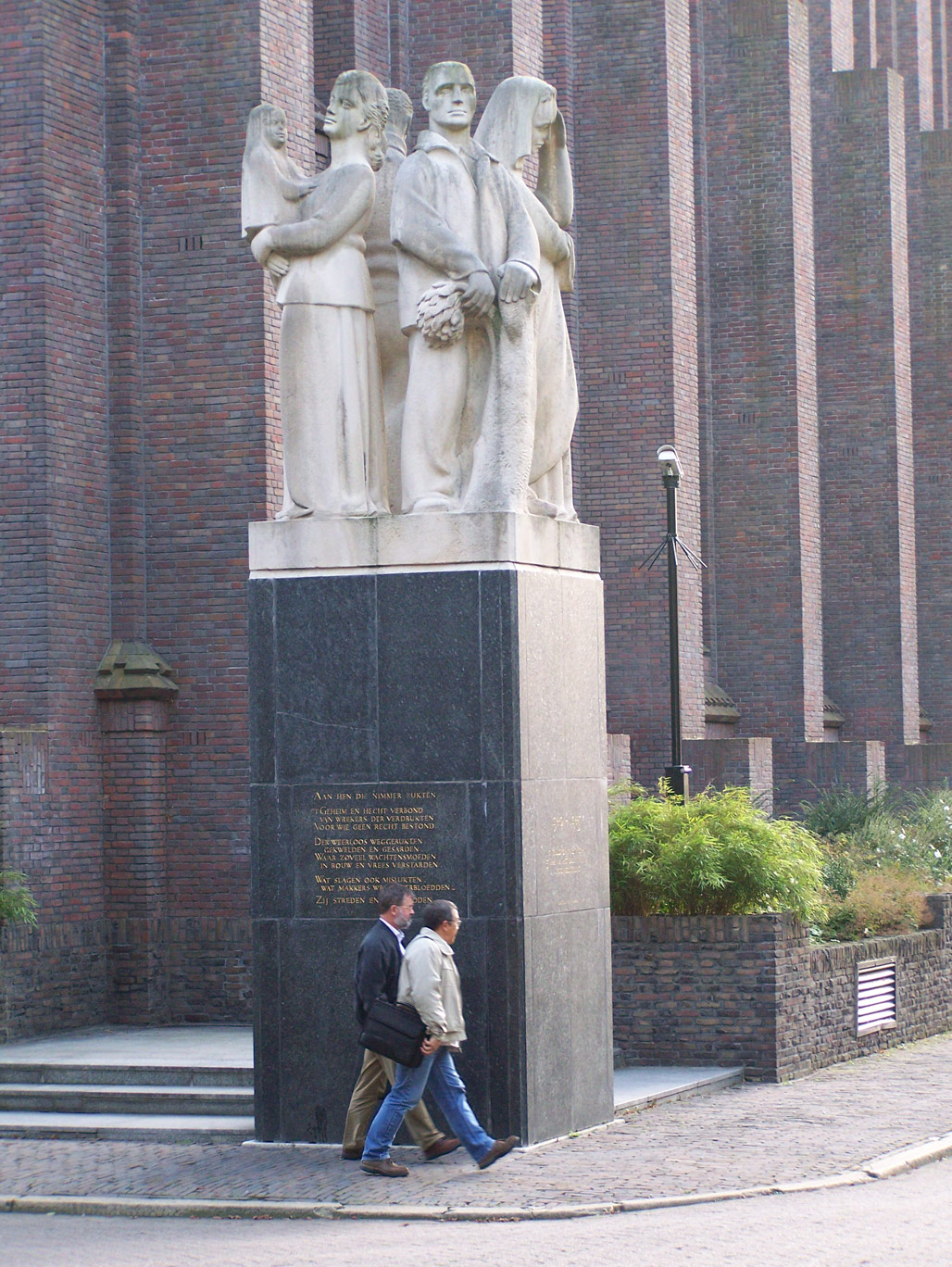
Gedicht Aan hen die nimmer bukten op het Monument voor het gevallen spoorwegpersoneel in Utrecht

## Externe link

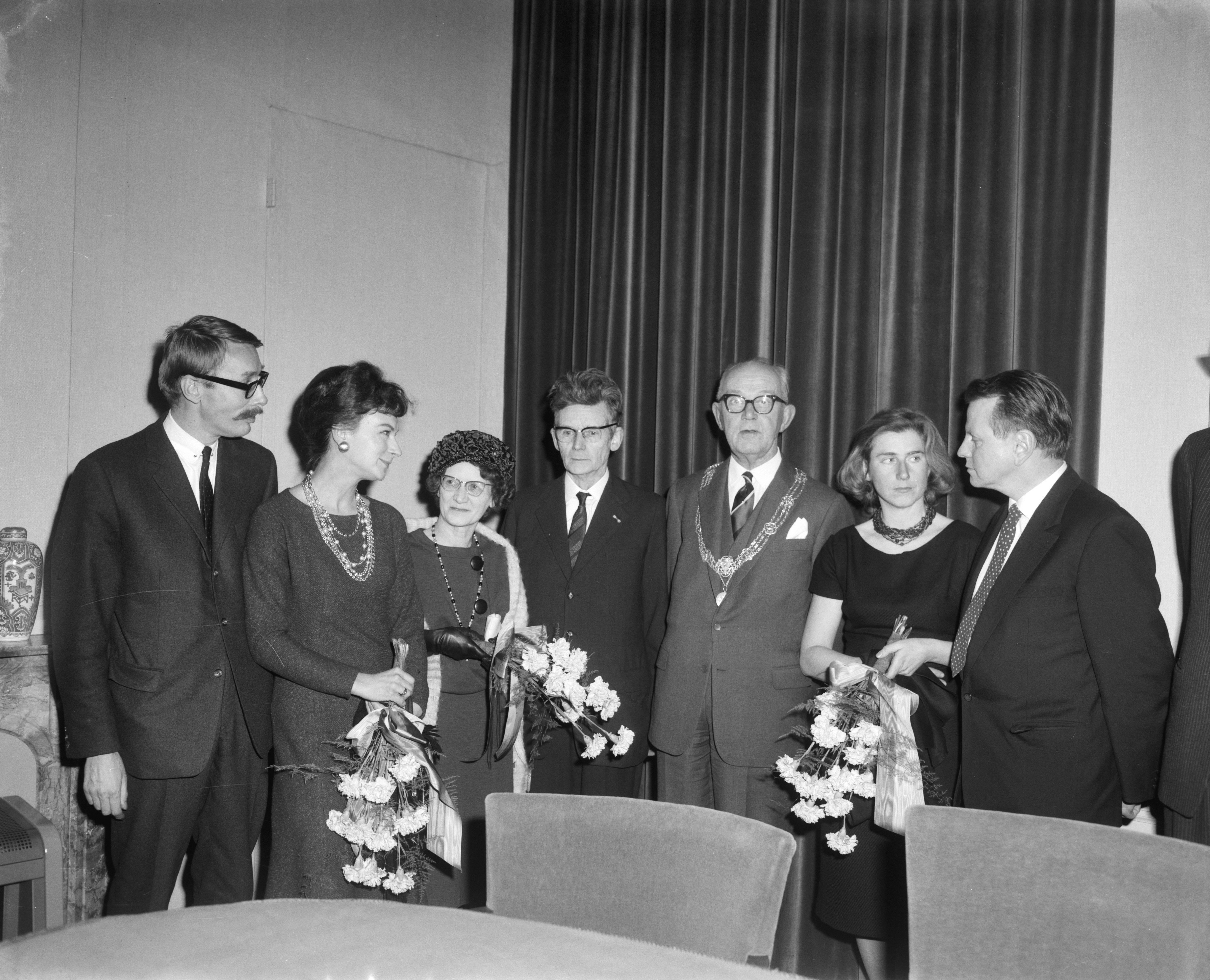
Constantijn Huygens-prijs 1962. V.l.n.r. Gerrit Kouwenaar en echtgenote Paula Hofmeester, Hendrik de Vries en echtgenote Riek van der Zee, burgemeester Kolfschoten en J.W. Holsbergen en echtgenote (Paula Rietveld?)